# Мечислав Новіцький
Мечислав Новіцький (пол. Mieczysław Nowicki, 26 січня 1951) — польський велогонщик.
Срібний призер Олімпійських Ігор 1976 року в роздільній командній гонці, бронзовий призер 1976 року в груповій шосейній гонці, учасник 1972 року.